# Pegasus-Zwerggalaxie
Als Pegasus-Zwerggalaxie werden zwei unterschiedliche Zwerggalaxien am Rand der Lokalen Gruppe bezeichnet.

## Peg dSph

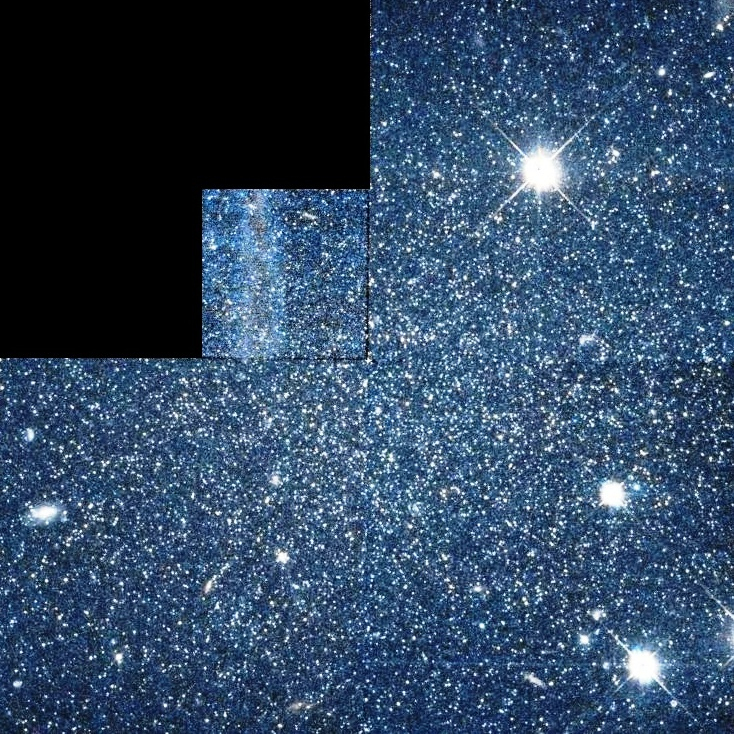
Aufnahme von Peg dSph mit dem Hubble-Weltraumteleskop

Die spheroide Pegasus-Zwerggalaxie (auch Peg dSph, für Pegasus Dwarf Spheroidal Galaxy) wird auch als Pegasus II, Andromeda VI oder KKH 99 bezeichnet. Sie ist eine zwergartige spheroide Galaxie (Subtyp der elliptischen Zwerggalaxien) des Typs dSph oder dE3, die zur Andromedagalaxie gehört. Sie ist ungefähr 2,5 Mio. Lichtjahre von der Erde (Milchstraße) entfernt und hat einen Durchmesser von ungefähr 6.000 Lichtjahren.
Die Galaxie wurde im Jahr 1998 auf Aufnahmen von der Palomar Himmelsdurchmusterung POSS-II entdeckt.

## Peg DIG
Die unregelmäßige Pegasus-Zwerggalaxie (auch Peg DIG, für Pegasus Dwarf Irregular Galaxy) wird auch als UGC 12613, DDO 216 oder A2304 bezeichnet. Sie ist als irreguläre Galaxie eine unregelmäßig geformte Zwerggalaxie und wie ihr Namensvetter Peg dSph ein Satellit der Andromedagalaxie und befindet sich etwa 3,3 Millionen Lichtjahre von der Erde entfernt.
Peg DIG wurde in den 1950ern von Albert George Wilson entdeckt.

## Trivia
Die Pegasusgalaxie wird in der Science-Fiction-Serie Stargate als letzte Heimat der Antiker, welche die fortschrittlichste Spezies im Stargate-Universum darstellen, erwähnt. Die verlorene Antikerstadt Atlantis befindet sich ebenfalls dort.